# Buddy DeSylva
George Gard De Sylva (auch: B. G. DeSylva, Bud G. DeSylva, Buddy Gard DeSylva; * 27. Januar 1895 in New York City; † 1. Juli 1950 in Hollywood, Kalifornien) war ein US-amerikanischer Liedtexter, Dramatiker, Drehbuchautor und Filmproduzent.

## Leben
Buddy DeSylva wurde 1895 als Sohn des Stummfilm-Schauspielers Hal De Forrest in New York City geboren.
Er wurde 1918 von Al Jolson entdeckt und arbeitete von da an als Songwriter für die Tin Pan Alley in New York. Songs, für die er die Liedtexte schrieb und gelegentlich die Musik komponierte, fanden Verwendung in Broadway-Shows wie in verschiedenen Ausgaben der Ziegfeld Follies oder den George White’s Scandals sowie in Musical Comedies. Für etliche Revuen und Musical Comedies arbeitete DeSylva mit George Gershwin zusammen, z. B.: La, La, Lucille (1919); The French Doll (1920), Sweet Little Devil (1924) und Tell Me More (1925). Der populärste Hit aus dieser Zeit ist der Song Look for the Silver Lining (Musik: Jerome Kern) aus dem Musical Sally (1920).
1925 begann seine Zusammenarbeit mit Lew Brown und Ray Henderson; in dieser Zeit entstanden eine Reihe von Revuen und Musicals, u. a.: Manhattan Mary (1927), Hold Everything! (1928) und Follow Thru (1929). Zur erfolgreichsten Show wurde das Musical Good News von 1927. Die meisten dieser Musicals wurden anschließend in Hollywood verfilmt; 1929 arbeitete das „Songwriting-Trio“ für den Film Sunnyside Up. Die Geschichte dieses Teams wurde 1956 in Fanfaren der Freude (The Best Things in Life Are Free) verfilmt.
Anfang der 1930er trennte sich DeSylva von Henderson und Brown und wurde in Hollywood als Filmproduzent tätig. Dort hatte er großen Erfolg mit einigen Shirley-Temple-Filmen wie The Little Colonel (1935), The Littlest Rebel (1935) oder Poor Little Rich Girl (1936). Anfang der 1940er wurde er zum Chef-Produzenten der Paramount Pictures.
Während seiner Zeit in Hollywood blieb DeSylva für einige Projekte am Broadway tätig, vor allem als Autor und Produzent (zusammen mit Laurence Schwab). Erwähnenswert wären dafür: Du Barry Was a Lady (1939), Louisiana Purchase (1940), Panama Hattie (1940). Im Jahr 1941 wirkte er an dem für seine Filmmusik oscarnominierten Musikfilm Birth of the Blues mit. 
1942 gründete DeSylva zusammen mit Glenn Wallichs und Johnny Mercer die Schallplattenfirma Capitol Records.

## Filmografie (Auswahl)
Als Drehbuchautor
- 1934: Alles Schwindel! (Bottoms Up) (auch Produktion)

Als Produzent
- 1938: Wirbelwind aus Paris (The Rage of Paris)
- 1946: In Ketten um Kap Horn (Two Years Before the Mast) (Executive Producer)